# Свято-Успенский храм (Ольгинская)
Свято-Успенский храм — православный храм в станице Ольгинская Аксайского района Ростовской области, Ростовской и Новочеркасской епархии Аксайского благочиния Московского Патриархата Русской Православной Церкви.
Адрес храма: 346702, Ростовская область, Аксайский район, ст. Ольгинская, ул. Ленина, д. 65.

## История
В 1812 году в станице Ольгинской (бывшая Махинская) был построен и освящен деревянный храм, который в 1942-м был разрушен. Церковь, возведенная на средства прихожан, была однопрестольной. До 1876 года Свято-Успенская церковь входила в Кагальницкое благочиния, а с 1877-го была — в Аксайское благочиние. Вокруг церкви построили караулку, здание церковно-приходской школы. В 1855 году церковь стала трехпрестольной. В 1893 году её деревянное здание стало тесным для прихожан, было решено строить в станице новый каменный храм.
К 1895 году, когда прихожане собрали средства, началось строительство церкви. В 1902 году храм был построен и отделан изнутри. Новый храм был пятикупольный с колокольней, соединенной с храмом. В Успенской церкви хранился серебряный с позолотой напрестольный крест, имевший накладки из финифти и надпись на оборотной стороне: «Подан графом Матвеем Платовым 1 октября 1817 года».
В 1918 году, когда был принят Декрет об отделении церкви от государства, Успенскую церковь закрыли. В годы Великой Отечественной войны она была взорвана. Материалы, из которой была построена церковь, использовались для сооружения переправы через Дон.
Каменный Свято-Успенский храм просуществовал около 40 лет. После разрушения, на его месте было футбольное поле с остатками фундамента храма.
В 1996 году администрация станицы передала прихожанам дом репрессированных казаков Рабоченковых. Долгое время там проходили богослужения, одновременно строился новый кирпичный храм, немного напоминающий по своей архитектуре первую деревянную церковь.
1 мая 2008 года был освящён закладной камень, к 2012 году храм был построен, установлены золотые купола. В 2014 году в храме регулярно совершаются богослужения, в старом здании Успенской церкви работает воскресная школа.